# 卢氏县乡村振兴工作
卢氏县乡村振兴工作是指卢氏县于2020年脱贫后，当地在脱贫的基础上发展农村经济而开展的工作。卢氏县乡村振兴工作根据中国共产党和中华人民共和国国务院的统一部署行动，具体政策由中共卢氏县委依照卢氏县的实际情况进行研究制定，卢氏县乡村振兴局扮演卢氏县委的参谋角色。
卢氏县乡村振兴工作与卢氏县脱贫工作时间上相互重叠，乡村振兴工作实际展开是在2021年。但是卢氏县的一些措施被认为既是脱贫工作，也属于乡村振兴工作。

## 背景
卢氏县脱贫后不久，河南省把卢氏县列为全省乡村振兴重点帮扶县，卢氏县随即开展乡村振兴工作。2021年6月11日，卢氏县乡村振兴局正式挂牌成立，由县扶贫办重组而成，主要负责巩固拓展脱贫攻坚成果，统筹推进实施乡村振兴战略。卢氏县的乡村振兴工作与巩固脱贫攻坚、打造“四个卢氏”和建设“三区两县一基地”交叠在一起，产业发展是乡村振兴工作的抓手。
为了保证卢氏县脱贫工作和乡村振兴工作的有效衔接，河南省的政府部门会定期派人前往卢氏县开展调查工作。

## 政策

### 政策支持
2019年6月8日，中国政府网发布《国务院关于促进乡村产业振兴的指导意见》。

### 乡村振兴六个“不能”
2021年5月31日，卢氏县人民政府办公室转发河南驻村干部微信公众号文章《乡村振兴六个“不能”》。其中提到了七点内容：
- 衔接不能掉“链子”。乡村振兴要与脱贫工作有效衔接，在乡村振兴中，仍要借鉴脱贫攻坚的成功经验。对脱贫不稳定户、边缘易致贫户、农村低收入和老年人口等，精准施策，分层分类帮扶。
- 产业不能搞“扎堆”。产业发展应因地制宜，抓住不同地区、不同乡村资源禀赋的特性。警惕一哄而上，防止盲目跟风，忌“千村一面”同质化。
- 教育不能摆“姿势”。推进城乡教育公平化，抓好教师队伍的内涵建设。制定符合基层实际的教师招聘引进办法，建立省级统筹乡村教师补充机制和乡村教师荣誉制度，推动城乡教师合理流动和对口支援，让更多优秀教师愿意留在乡村任教。
- 乡贤不能成“乡闲”。健全农村“两委”组织，发挥核心堡垒作用，确保乡村干部当好乡村治理的主心骨，不断推进乡村治理体系和治理能力现代化。
- 耕地不能拔“牙齿”。落实严格的耕地保护制度，守住耕地保护红线；倡导乡村垃圾无害化处理，防止造成大面积土壤环境恶化；推进高标准农田建设，增强耕地抵御自然灾害能力。
- 建设不能丢“乡愁”。城乡融合不是乡村和城市的简约组合，而是城乡功能的相互补充。不能用大都市标准来评价、审视和规划乡村建设。[9]

## 具体情况

### 农业

#### 连翘
卢氏连翘是卢氏县对外的一张旅游名片，也是当地人致富的重要途径。为了保护卢氏连翘的品牌价值和最大程度保障农民的利益。每年，卢氏县都会出台相关政策严令禁止连翘采青行为。

#### 白金蜜瓜
白金蜜瓜是沙河乡果角村进行乡村振兴的重要支撑，从2021年开始挤占了卢氏县一定份额的水果市场。时任果角村党支部书记的马红军声称果角村的白金蜜瓜之所以口感好、甜度大、能赢得消费者的青睐，是因为不添加农药，用的是农科院的特色肥料。

#### 香菇
卢氏县是中国五大香菇生产区之一的伏牛山优质香菇片区的核心区，有着“香菇之都”的美誉，时任县委书记王清华在2021年声称卢氏香菇要扩规模、强管理、提质量、建体系、树品牌、增效益。
卢氏县的香菇产业以香菇生产研究院、香菇生产产业园和遍布15个乡镇50多个村的香菇生产基地组成，在当地的脱贫工作和乡村振兴工作中都发挥了重要作用。2020年，香菇总产值占据全县农业总产值的40%以上，年出口创汇达到了2亿美元。

### 农村环境整治工作
卢氏县农村环境整治工作是乡村振兴工作的一部分，目标是改善人居环境。这项工作一般是党政人物号召群众或带头进行，内容主要有厕所改造、清扫农村道路和河流里的垃圾、清除小广告等。
2021年，卢氏县开展“绿满卢氏”、蓝天碧水保卫战、清流行动、农村生活垃圾治理三年提升行动、“厕所革命”三年攻坚行动和清洁家园“百日攻坚”行动，压实县、乡、村包保责任。